# 加茂若宮神社
加茂若宮神社（かもわかみやじんじゃ）は、岐阜県飛騨市神岡町（旧・吉城郡神岡町）にある神社。

## 概要
瑞岸寺に隣接する。
飛騨国式外社十社の一つの「正六位上加茂若宮神社従五位下」と推測される。
創建時期は不詳。
江馬輝経が高原諏訪城を築城したさい、加茂若宮神社は鬼門に位置していたことから城の守護神とする。寛喜二年（1230年）江馬朝方（江馬輝経の子）により、上下の社殿、山ノ神祠、床浦祠を合祀し、現在地に移転。その後戦乱で荒廃したが、天正十四年（1586年）に金森長近の家臣、山田小十郎（神岡城城代）により再興する。
1871年（明治4年）に村社となる。1917年（大正6年）に諏訪神社、白山神社、天満神社などを合祀。同年、郷社となる。
1948年（昭和23年）に岐阜県神社庁より銀幣社の指定を受ける。

## 主祭神
- 賀茂御祖大神

## 相殿
- 宇迦魂神
- 天児屋根神

## 境内社
- 諏訪神社
- 白山社
- 天満社
- 山神神社
- 床浦神社
- 江馬神社

江馬氏代々の霊神